# Javier Pérez-Grueso
Javier Pérez-Grueso, (Madrid, 30 de marzo de 1956 - 16 de octubre de 2019) conocido artísticamente como Javier Furia, fue un artista multidisciplinar vinculado a la movida madrileña en la que destacó desde sus inicios como uno de sus principales protagonistas. Fue músico, pintor, diseñador de espacios y ocasional actor en las primeras películas de Almodóvar.
Javier Furia se dio a conocer como miembro fundador del grupo Radio Futura y, como artista plástico, participó en múltiples exposiciones individuales y colectivas. 

## Trayectoria
Fue parte del núcleo central y primigenio que dio origen a la modernidad madrileña antes de la transición española. Contribuyó a la "aparición de un espacio común entre creadores y disciplinas -pintura, música, literatura, moda, arquitectura, cine- que hasta entonces, en Madrid al menos, se habían dado la espalda entre sí" Fue catalizador de los más variopintos proyectos y en su presencia pudieron cuajar puntos de encuentro que serían fundamentales para la movida, como la célebre Casa Costus, que era la vivienda de la pareja de pintores Juan Carrero y Enrique Naya rebautizados por Fabio McNamara como Costus (de costureras). Reivindicada como la factory madrileña, fue el epicentro de los primeros años de la movida madrileña donde los personajes más relevantes de la emergente nueva ola madrileña podían encontrarse con gente afín.

## Música
En 1976, a través del Ateneo donde participaba en una exposición colectiva, entró en contacto con los integrantes de Kaka de Luxe, grupo punk seminal de la movida madrileña, con los que colaboraría haciendo los coros con Carlos Berlanga bajo el nombre de Kakketes y se encargó de la escenografía de alguna de sus primeras actuaciones.
Desde entonces, le unió una gran amistad con Alaska y Carlos Berlanga que en la dedicatoria de su disco Indicios (1994) le cita como su mejor amigo durante muchos años.
Cuando Kaka de Luxe se disolvió:

"Juntos (Alaska y Carlos Berlanga) empezaron a perfilar temas para el grupo que pensaban montar sobre las cenizas de Kaka de Luxe. Solo tenían en claro dos cosas: que Canut, Furia, Campoamor y ellos dos formarían parte de él y que se iban a llamar Alaska y los Pegamoides"."
Rafa Cervera, "Alaska y otras historias de la movida".

Y actuó como miembro del grupo en el primer concierto de Alaska y los Pegamoides en el Instituto Elijo Garay de Madrid.
Alternando con Alaska y los Pegamoides, en 1978, estuvo en el origen del proyecto Radio Futura. Furia era pintor cuando conoció a Enrique Sierra y, sobre todo, al también pintor y poeta Herminio Molero. La idea era mezclar música y pintura según las pautas más vanguardistas del momento, tocando también temas de diseño gráfico, vestuario y estilismo. Los tres fueron el motor inicial del proyecto Radio Futura, que vio la luz en 1979 con la incorporación de Manolo Campoamor y Luis y Santiago Auserón. Javier Furia, aportaba la percusión electrónica y compartía la voz principal con Santiago Auserón
A los pocos meses de ensayo, en octubre de 1979, debutan como Radio Futura (nombre procedente de una emisora de radio libre italiana) en un congreso de ciencia ficción en el Ateneo de Madrid.
Como integrante de Radio Futura, interviene en la composición de las canciones y la grabación del primer LP del grupo, “Música Moderna” que apareció en 1980.
El primer single, “Enamorado de la moda juvenil”, fue incluido por la revista Rolling Stone en el puesto 63 de las 200 mejores canciones del pop español y en 2005 apareció como uno de los temas musicales más populares y emblemáticos de la Movida en una encuesta organizada por RTVE a través de su página web. "Divina", la particular versión del grupo del éxito de T. Rex incluida en el mismo LP, también aparece en esa lista en el número 11 de los más votados.
Radio Futura aparece interpretando temas de ese álbum en dos emisiones del influyente programa de Televisión Española "Imágenes" dedicados a debatir sobre el arte que iba a deparar la década de los 80s.
En 1981, abandona Radio Futura y en 1982, participa en la presentación de Dinarama en sociedad coincidiendo con los primeros conciertos que los Rolling Stone ofrecían en Madrid.

"La formación estaba perfilada, pero la propuesta no. Además de Mantero, los hermanos Canut, el saxo Javier de Amezúa y Berlanga, Dinarama contaba con dos coristas que también hacían funciones de bailarines: Mavi Margarida -que venía del grupo Línea Vienesa- y un viejo amigo del clan, Javier Furia." .

Tras dejar Radio Futura, continúa ligado a la música. Colabora añadiendo voz en la canción "Gran ganga / Suck it to me" de Almodóvar y McNamara. y en el disco "¡Cómo Está El Servicio... De Señoras!" de Almodóvar y McNamara.
En 1983, retoma una antigua idea de un grupo que se iba a llamar Furia española. Aunque llegaron a grabar algún tema, la propuesta no se desarrolló.

"Marcos Mantero y Javier Furia entonces trabajaban juntos en un proyecto llamado Furia Española y que anteriormente había tenido también como colaboradores a Santiago Auserón y Fabio de Miguel"."
Rafa Cervera, "Alaska y otras historias de la movida" .

En 1994 grabó en el disco Duets de Paco Clavel su particular versión de "Divina" y en 1995, graba la canción "Voy a perder la cabeza por tu amor" para el disco "Tremenda Movida Latina"
Como compositor y productor para otros artistas, en 1985, participa en la composición del disco de Laín "Yo les contaré (maldita pasión)"  y aparece en el videoclip de la canción; en 2017, es el autor de la banda sonora del documental sobre Pablo Pérez Mínguez "PPM, Divertirse es un Arte" con Endora Producciones, SL y su vasta cultura musical le convirtió en un reclamado Dj para sesiones por toda España durante todos estos años. 
La llegada del nuevo milenio supone un nuevo impulso a su carrera musical: nace Mal-Marché, dúo con Eduardo Carranza, con el que vuelve a hacer gala de su universo de artista múltiple. Este proyecto musical de investigación sonora abarca la composición e interpretación de piezas para vídeo-creación, documentales, ambientes sonoros para exposiciones, desfiles de moda, inauguraciones, instalaciones artísticas, etc. 
En 2015 vuelve a colaborar con Paco Clavel grabando un dueto de "Los bailes de Marte".

## Artes plásticas
Abandonados los estudios en la Escuela de Artes y Oficios de Madrid, entra a trabajar en la Galería Levy, especializada en arte conceptual. Ahí se empezaron a plasmar sus impulsos artísticos y surgió lo conceptual de su obra. En 1974, de la mano de esta galería, debuta en el mundo de las performances e instalaciones de vanguardia junto con Carlos Oroza y Agustín Celis en la Galería EL Saco de Madrid.
En 1976, presenta por primera vez sus trabajos en una colectiva en el Ateneo Libertario de Madrid, donde expone diversos estudios artísticos de su primera juventud.
En su obra de estos primeros años, se refleja su interés por la mitología clásica como medio de conocimiento de las virtudes y defectos humanos. Atraído por las culturas ancestrales y ritos paganos, imprime a su obra un original estilo figurativo y clásico en evolución. 
En 1981, participa en la exposición "Su disco favorito" organizada por galería Antonio Machado en la que pintores, músicos, ilustradores, fotógrafos y diseñadores gráficos concibieron lo que hubiera podido ser para ellos la hipotética portada del que era su disco favorito por aquel entonces.
Junto con otros artistas emergentes, participa en la exposición colectiva "Modelos para una fiesta" en la galería Ovidio.
Con ese espíritu de cooperación entre disciplinas artísticas de aquella época, es uno de los artistas que cedió obra para la "Subasta pro-Chinas", organizada por la Galería Buades de Madrid para recaudar fondos para Las Chinas grupo femenino de rock de la época.
En 1982, inaugura su primera exposición individual "Arcadia Planitia" en la Galería Amadís de Madrid, que él mismo calificó de atonal, monocorde y mente de carril.
Su técnica de pintura se va enriqueciendo absorbiendo todo tipo de conocimientos artísticos y el contacto con los pintores y diseñadores Julio Juste y Pablo Sycet le abrió la visión a una eficiencia artística sobre la sencillez y a otra manera de pensar.
En 1984, es seleccionado como uno de los artistas representativos de ese significativo momento que se estaba viviendo en Madrid para participar en la exposición "Madrid, Madrid, Madrid" comisariada por Quico Rivas en el Centro Cultural Villa de Madrid. 

"Esta no es la exposición de la movida madrileña, sino un resumen y un muestreo de toda la gente -hay más de 200 personas con obras en las distintas secciones- que ha hecho posible que Madrid sea la capital cultural del país."
Francisco Rivas. .

Artísticamente, 1985 fue un gran año para Javier Furia: inaugura otra exposición individual "Furia, fauna y flora" donde mezcla, con su estilo clásico y moderno a la vez, las vegetaciones más exuberantes con las faunas selváticas y callejeras en la galería Palace de Granada y la galería Alameda de Coín, Málaga.
Expone en ARCO 85 dentro de la selección de artistas de TOSSAN-TOSSAN Gallery NEW YORK. Esta galería también contó con él para la exposición colectiva "Livre d'artiste".
También participa en la exposición colectiva "Granada como ficción" de la Galería Palace de Granada y fue uno de los doce jóvenes artistas plásticos convocado en la sala Astoria para pintar un cuadro ante el público Además, fue parte de la exposición itinerante colectiva del INJUVE "Crónicas de juventud: los jóvenes en España 1940/85".
Durante 1986 también despliega una gran actividad artística.
Fue uno de los artistas madrileños incluido en el Proyecto Rompeolas de la Consejería de Educación y Juventud de la Comunidad de Madrid para representar en una gran muestra de arte joven las últimas manifestaciones madrileñas de pintura, vídeo, música y diseño en las ciudades italianas de Turín, Milán y Roma.
En la Galería Ovidio de Madrid, forma parte de la exposición colectiva "Cómete el cometa".
Además de exponer obra, fue responsable del montaje reutilizable de la exposición colectiva "Sí, quiero" en la casa de la cultura de Los Molinos, Madrid y colaboró en la confección del catálogo y el montaje de exposición colectiva "El sueño de Madrid" en Cienpozuelos, Madrid.
A esta época pertenece también su exposición "Hipocolección"en la que juega a esconder tras sus emblemáticos objeto-caballo un sugestivo muestrario de elementos `hardcore' de ambiente sadomasoquista.
En 1987, participa en el "SUPERMERC'ART", primer supermercado de arte contemporáneo ideado por la Galería American Prints y es parte de la exposición colectiva "La postal del verano" en la galería Rafael Ortiz de Sevilla.
En 1988, inaugura en la Casa de la Cultura de Fuengirola, Málaga, su exposición individual "Classic".
Durante los años 90, pasa temporadas en la costa del levante mediterráneo. Influenciado por esa atmósfera, los motivos y colores de su pintura se ven reforzados, llenándose de peces y animales marinos.
De su trayectoria hasta esa fecha, Quico Rivas, que ya había escogido obra suya para la exposición "Madrid, Madrid, Madrid", dice que:

"Lo más interesante (del papel de las artes plásticas en la movida) es comprobar que alguno de ellos como Fabio (mcNamara) y Miguel (Ordóñez), y otros como Manolo Campoamor y Javier Pérez-Grueso, siguen insistiendo en la pintura tras haber abandonado la música y empiezan incluso a obtener buenos resultados" .

En 1994, en la exposición colectiva "Vampiros" de la Galería New Area, Madrid. En 1995, cede obra para la exposición múltiple colectiva en apoyo al 0,7% en el Círculo de Bellas Artes de Madrid. En 1996, también cede obra para la exposición múltiple colectiva "Frente al SIDA" promovida por Reale Grupo Asegurador.
Ese año, la Galería Sandunga de Granada cuenta con él para la exposición colectiva "Un cuerpo es el mejor amigo del hombre".
A mediados de los 90, empieza a incorporar la reutilización de objetos a su producción artística y montará todas sus obras sobre papel de periódico y otros materiales reciclados.
En 1997, recala en el Círculo de Bellas Artes de Madrid, la exposición colectiva itinerante "Glam zelestial" con obra suya y expone su "Obra en papeles reciclados e impresos" en La Gloria, Madrid.
En 1998, organiza una exposición individual como "Un tributo al Profesor Pere Alberch, 1954-1998" en la Talisman Gallery de Madrid y es uno de los de 14 artistas eclécticos que integran la exposición colectiva "El escaparate" en Talisman Gallery.
Su trayectoria como artista plástico progresa sin abandonar las referencias clásicas ni prescindir de los materiales reciclados como herramienta de trabajo. Las imágenes alegóricas y su estilo figurativo se ven atenuados en busca de trazos más sencillos pero llenos de fuerza adquirida encada etapa. Se amplían sus intereses y sus temas y la variedad de sus técnicas se reflejan en una serie de cuadros homenajeando a Wilfredo Lam, en retratos a lápiz y en la utilización de luz negra para subrayar la composición.
Su trabajo de investigación con la iluminación como elemento básico de la expresión artística ha estado presente en todas las facetas de su obra. A partir de 2015, cobra un interés particular en su obra plástica y realiza una serie muy abundante de obras con un denominador común: Papel marmoleado o EBRU ART. A esta técnica tradicional turca, Furia le añade luz negra y fluorescente, creando así una serie de cuadros muy personales e identificables.
En 2003, expone en la colectiva "ARTEMETRO, los colores de la música" que reunía de una manera vanguardista y multidisciplinar obras de músicos aficionados a la pintura y pintores aficionados a la música con arte multimedia, desfiles de moda y actuaciones musicales dominadas por la tecnología.
En el catálogo de dicha exposición se dice de él que:

"Actualmente (2003), alterna la música electrónica con su pintura, que suele ser enigmática y de corte figurativo."
ARTEMETRO, "Los colores de la Movida (2003)".

Abierto a las nuevas tecnologías desde el principio, utilizó el vídeo como soporte de la obra gráfica con códigos QR para acceder a la pieza expuesta, desarrollando una serie de obras en formato digital que fueron expuestas en galerías virtuales. Y participó con obras en vídeo en el festival de cine independiente INCINERACIÓN, que Julio Juste dirigió y programó durante 20 ediciones.
En 2006, su obra aparece expuesta en la exposición antológica sobre "La Movida", comisariada por Blanca Sánchez, como parte del homenaje que la Comunidad de Madrid organizó con motivo del 25ª aniversario de la misma.
En 2007, colabora en la exposición colectiva "Dibujos y abanicos VIP, comisariada por Paco Clavel en Palacio Ducal de Pastrana (Guadalajara).
Cerrando el círculo, en 2016, forma parte de la exposición “A la manera de Vainica Doble” en El Imparcial, Madrid, comisariada por Paco Clavel y Juan Sánchez como homenaje a este dúo de cantantes cuyas canciones y actitud llamaron la atención de varios músicos independientes que, con el tiempo, conformarían el germen de la así llamada nueva ola de la música española. Carlos Berlanga y Fernando Márquez, especialmente, acercaron luego a Vainica Doble a los nuevos grupos de música indie. Y que, antes, Javier Furia les había acercado a ellos.

"(Furia) era el dueño del ejemplar del primer LP de Vainica Doble que iba pasando de mano en mano dejando un rastro de influencias e inspiración en quienes lo oían"
Patricia Godes, "“Alaska y los Pegamoides. El año que España se volvió loca”".